# Landgericht Freising
Das Landgericht Freising war ein von 1804 bis 1879 bestehendes bayerisches Landgericht älterer Ordnung mit Sitz in Freising im heutigen Landkreis Freising. Die Landgerichte waren im Königreich Bayern Gerichts- und Verwaltungsbehörden, die 1862 in administrativer Hinsicht von den Bezirksämtern und 1879 in juristischer Hinsicht von den Amtsgerichten abgelöst wurden.

## Geschichte
Freising mit dem Gebiet des Hochstifts Freising wurde erst 1802 nach Bayern eingegliedert. 1804 wurde im Verlauf der Verwaltungsneugliederung Bayerns das Landgericht Freising errichtet, das sich aus dem Herrschaftsbereich des Hochstifts um Freising und dem Gebiet des vormaligen Landgerichtsbezirks Kranzberg zusammensetzte. Dieses Landgericht älterer Ordnung in Freising gehörte ab 1808 zum Isarkreis und ab 1838 zum Kreis Oberbayern. Die beiden Landgerichtsbezirke Freising und Moosburg wurden 1862 in administrativer Hinsicht zum Bezirksamt Freising vereinigt. Die Landgerichte blieben bis 1879 bestehen und wurden dann in Amtsgericht umbenannt.
Landrichter
- Karl Freiherr von Stromer (ab 1804)
- Maximilian von Ockl (ab 1805)
- Franz Bernhard Grosch (1817–1849)
- Karl Breidenbach (1849–1862)
- Karl Moser (1862–1870)